# 鹿児島県教育委員会
鹿児島県教育委員会（かごしまけんきょういくいいんかい）は、鹿児島県の教育委員会である。

## 概要
鹿児島県の教育に関する事務を所掌する行政委員会であり、教育長と5人の委員で構成される。近年は、学校等訪問、かごしまの教育県民週間における各行事や学校長・市町村教育委員等との意見交換会など各種行事に参加し、教育行政の課題や教育現場の実態の把握に努めている。
広義では、執行機関である教育委員会事務局を含めて、教育委員会と呼ぶこともある。

## 組織
- 総務福利課
- 学校施設課
- 教職員課
- 義務教育課
- 高校教育課
- 保健体育課
- 社会教育課
- 文化財課
- 人権同和教育課

## 教育機関・関連施設等
| 施設                               | 住所                           |
| ---------------------------------- | ------------------------------ |
| 鹿児島県総合教育センター           | 鹿児島市宮之浦町862            |
| 鹿児島県総合体育センター           | 鹿児島市与次郎1-4-20           |
| 鹿児島県立図書館                   | 鹿児島市城山町7番1号           |
| 鹿児島県立奄美図書館               | 奄美市名瀬古田町1番1号         |
| 鹿児島県立青少年研修センター       | 鹿児島市宮之浦町4226-1         |
| 鹿児島県立霧島自然ふれあいセンター | 霧島市牧園町高千穂3617-1       |
| 鹿児島県立南薩少年自然の家         | 南さつま市金峰町高橋3252番地   |
| 鹿児島県立奄美少年自然の家         | 奄美市名瀬朝仁字赤崎1096-2     |
| 鹿児島県立博物館                   | 鹿児島市城山町1番1号           |
| 鹿児島県立埋蔵文化財センター       | 霧島市国分上野原縄文の森2番1号 |
| 鹿児島県上野原縄文の森             | 霧島市国分上野原縄文の森1番1号 |

## 所在地
- 〒890-8577 鹿児島市鴨池新町10番1号

## 市町村教育委員会
- 鹿児島市教育委員会
- 鹿屋市教育委員会
- 枕崎市教育委員会
- 阿久根市教育委員会
- 出水市教育委員会
- 指宿市教育委員会
- 西之表市教育委員会
- 垂水市教育委員会
- 薩摩川内市教育委員会
- 日置市教育委員会
- 曽於市教育委員会
- 霧島市教育委員会
- いちき串木野市教育委員会
- 南さつま市教育委員会
- 志布志市教育委員会
- 奄美市教育委員会
- 南九州市教育委員会
- 伊佐市教育委員会
- 姶良市教育委員会
- 三島村教育委員会
- 十島村教育委員会
- さつま町教育委員会
- 長島町教育委員会
- 湧水町教育委員会
- 大崎町教育委員会
- 東串良町教育委員会
- 錦江町教育委員会
- 南大隅町教育委員会
- 肝付町教育委員会
- 中種子町教育委員会
- 南種子町教育委員会
- 屋久島町教育委員会
- 大和村教育委員会
- 宇検村教育委員会
- 瀬戸内町教育委員会
- 龍郷町教育委員会
- 喜界町教育委員会
- 徳之島町教育委員会
- 天城町教育委員会
- 伊仙町教育委員会
- 和泊町教育委員会
- 知名町教育委員会
- 与論町教育委員会

## 参考・外部リンク
- 鹿児島県教育委員会